# Leptocentrus reponens
Leptocentrus reponens är en insektsart som beskrevs av Walker 1851. Leptocentrus reponens ingår i släktet Leptocentrus och familjen hornstritar. Inga underarter finns listade i Catalogue of Life.